# Hydraena eryx
Hydraena eryx är en skalbaggsart som beskrevs av Armand D'Orchymont 1948. Hydraena eryx ingår i släktet Hydraena och familjen vattenbrynsbaggar. Inga underarter finns listade i Catalogue of Life.